# Jackson LaCombe
Jackson LaCombe (Eden Prairie, Minnesota, 9 de enero de 2001) es un jugador profesional estadounidense de hockey sobre hielo que se desempeña en la posición de defensor izquierdo en Anaheim Ducks, equipo de la National Hockey League (NHL).

## Carrera
Fue seleccionado en la segunda ronda en la NHL Entry Draft de 2019. En 2022 hizo su debut profesional con el equipo Anaheim Ducks, donde lleva jugando dos temporadas.